# Campionati europei di ciclismo su pista 2020 - Corsa a punti femminile
La gara a punti femminile ai Campionati europei di ciclismo su pista 2020 si è svolta il 14 novembre 2020 presso il velodromo Kolodruma di Plovdiv, in Bulgaria.

## Podio
| Pos.    | Atleta               | Nazionalità   |
| ------- | -------------------- | ------------- |
| Oro     | Katie Archibald      | Gran Bretagna |
| Argento | Silvia Zanardi       | Italia        |
| Bronzo  | Karolina Karasiewicz | Polonia       |

## Risultati
100 giri (25 km) con sprint intermedi ogni 10 giri
| Posizione | Atleta                 | Nazione       | Punti giri | Punti sprint | Totale |
| --------- | ---------------------- | ------------- | ---------- | ------------ | ------ |
| 1         | Katie Archibald        | Gran Bretagna | 20         | 37           | 57     |
| 2         | Silvia Zanardi         | Italia        | 20         | 19           | 39     |
| 3         | Karolina Karasiewicz   | Polonia       | 20         | 15           | 35     |
| 4         | Maria Martins          | Portogallo    | 20         | 5            | 25     |
| 5         | Tamara Dronova         | Russia        | 0          | 19           | 19     |
| 6         | Ina Savenka            | Bielorussia   | 0          | 7            | 7      |
| 7         | Léna Mettraux          | Svizzera      | 0          | 5            | 5      |
| 8         | Jarmila Machačová      | Rep. Ceca     | 0          | 5            | 5      |
| 9         | Yuliia Biriukova       | Ucraina       | 0          | 1            | 1      |
| 10        | Ziortza Isasi          | Spagna        | –20        | 5            | –15    |
| 11        | Tereza Medveďová       | Slovacchia    | –20        | 0            | -20    |
| 12        | Argiro Milaki          | Grecia        | –40        | 3            | -37    |
| DNF       | Johanna Kitti Borissza | Ungheria      |            |              |        |

DNF = Prova non completata